# Polygonum norvegicum
Polygonum norvegicum là một loài thực vật có hoa trong họ Rau răm. Loài này được Lid miêu tả khoa học đầu tiên.